# Bataliony radiotechniczne
Bataliony radiotechniczne (brt) – pododdziały wojsk radiotechnicznych.

## Charakterystyka
Przeznaczeniem batalionów radiotechnicznych jest prowadzenie rozpoznania radiolokacyjnego przestrzeni powietrznej. Informacja o sytuacji powietrznej przekazywana jest w czasie rzeczywistym z posterunków radiolokacyjnych bezpośrednio do właściwych centrów dowodzenia.
Dodatkowo informacja radiolokacyjna z wydzielonych posterunków przekazywana jest (2014) do Narodowego Centrum Wspomagania Operacji Powietrznych ASOC.

## Struktura organizacyjna brt
Struktura w 2013
- dowództwo batalionu
- Sztab
  - sekcja personalna s–1
  - sekcja operacyjna s–3
  - sekcja logistyczna s–4
  - sekcja dowodzenia i łączności s–6
- pion ochrony informacji niejawnych
  - kancelaria tajna
  - kancelaria jawna
- pion szkolenia
  - sekcja szkoleniowa
  - sekcja szkolenia specjalistycznego
- pion techniczny
- sekcja wychowawcza
- sekcja medyczna
- kompania logistyczna
- 5 x kompania radiotechniczna
- 3 x posterunek radiolokacyjny dalekiego zasięgu

## Polskie bataliony radiotechniczne
- 1 batalion radiotechniczny
- 3 batalion radiotechniczny
- 4 batalion radiotechniczny
- 7 batalion radiotechniczny
- 8 batalion radiotechniczny
- 10 batalion radiotechniczny
- 13 batalion radiotechniczny
- 19 batalion radiotechniczny
- 21 batalion radiotechniczny
- 22 batalion radiotechniczny
- 23 batalion radiotechniczny
- 25 batalion radiotechniczny
- 26 batalion radiotechniczny
- 27 batalion radiotechniczny
- 28 batalion radiotechniczny
- 31 batalion radiotechniczny
- 34 batalion radiotechniczny